# Rudeau-Ladosse
 Rudeau-Ladosse  (en occitano Rudeu e Ladaussa) es una población y comuna francesa, situada en la región de Aquitania, departamento de Dordoña, en el distrito de Nontron y cantón de Mareuil.

## Demografía
| 348 | 268 | 262 | 245 | 216 | 157 |
| Para los censos de 1962 a 1999 la población legal corresponde a la población sin duplicidades (Fuente: INSEE [Consultar]) |     |     |     |     |     |